# Епархия Цзянмэня
 Епархия Цзянмэня  (лат. Dioecesis Chiammenensis) — епархия Римско-Католической церкви с центром в городе Цзянмынь, Китай. Епархия Цзянмэня входит в митрополию Гуанчжоу.

## История
31 января 1924 года Римский папа Пий XI издал бреве «Ut aucto», которым учредил апостольскую префектуру Цзянмэня, выделив её из апостольского викариата Шаньтоу (сегодня — Епархия Шаньтоу). 3 февраля 1927 года апостольская префектура Цзянмэня была преобразована в апостольский викариат.
11 апреля 1946 года Римский папа Пий XII издал буллу «Quotidie Nos», которой преобразовал апостольский викариат Цзянмэня в епархию.

## Ординарии епархии
- епископ James Edward Walsh (1.02.1927 — 1936)
- епископ Adolph John Paschang (17.06.1937 — 3.02.1968)
- Sede vacante (c 3.02.1968 — по настоящее время)

## Источник
- Annuario Pontificio, Libreria Editrice Vaticana, Città del Vaticano, 2003, ISBN 88-209-7422-3
- Бреве Ut aucto, AAS 16 (1924), стр. 150  (лат.)
- Булла Quotidie Nos, AAS 38 (1946), стр. 301  (лат.)